# Галас, Бруно
Бру́но Гала́с (итал. Bruno Galas; 6 ноября 1919, Арко — 3 января 1941, Бардия) — итальянский сержант, танкист во время Второй мировой войны. Кавалер высшей награды Италии за подвиг на поле боя — золотой медали «За воинскую доблесть» (1941, посмертно).

## Биография
Родился 6 ноября 1919 года в городе Арко провинции Тренто (Италия). Некоторое время жил в коммуне Рива-дель-Гарда.
15 декабря 1938 года добровольцем вступил в армию, служил в 32-м пехотном полку 2-й танковой бригады (сформирована 1 декабря 1938 в Вероне). Полк был вооружён танкетками L3/35. 1 февраля 1939 года на базе бригады была сформирована первая танковая дивизия Королевской армии Италии — 132-я танковая дивизия «Ариете».
В сентябре 1940 года механик-водитель танка Fiat M13/40 3-го батальона 32-го полка 132-й танковой дивизии «Ариете» сержант Бруно Галас был направлен в Ливию (Северная Африка). Участвовал в Египетской операции против британских войск, дислоцированных в Египте.
3 января 1941 года погиб в бою, обороняя крепость Бардия в ходе Ливийской операции войск Великобритании, Австралии, Индии и Свободной Франции. 6 января гарнизон Бардии капитулировал, когда 3-й танковый батальон был почти полностью уничтожен.
Посмертно награждён золотой медалью «За воинскую доблесть».
Из представления к награде:

При отражении атаки противника, прорвавшегося в нашу крепость, было повреждено танковое шасси. Несмотря на ранение, под огнём противника устранил повреждение, и продолжил бой. После того как танк был подбит во второй раз и обездвижен, продолжал вести огонь по противнику из танкового орудия. Прекратил огонь только после взрыва гранаты внутри танка, до конца исполнив свой воинский долг.
Бардия (Северная Африка), 3 января 1941.
Оригинальный текст (итал.)Durante un'azione contro forze nemiche penetrate in caposaldo di una nostra piazzaforte, respingeva l'irruzione ma rimaneva col carro in avaria allo scoperto. Sotto il fuoco provvedeva alla riparazione benché ferito e riprendeva il combattimento alimentato da nuove unità nemiche. Colpito una seconda volta e immobilizzato il suo carro, continuava il fuoco col cannone di bordo, fatto bersaglio a tutti i mezzi avversari. Colpito da granata che esplodeva nell'interno del carro incendiandolo, immolava la vita al dovere.

Bardia (AS), Jan. 3, 1941.

Вместе с ним за этот бой был посмертно награждён младший лейтенант Фульвио Еро.

## Награды
- Золотая медаль «За воинскую доблесть» (1941, посмертно)

## Память

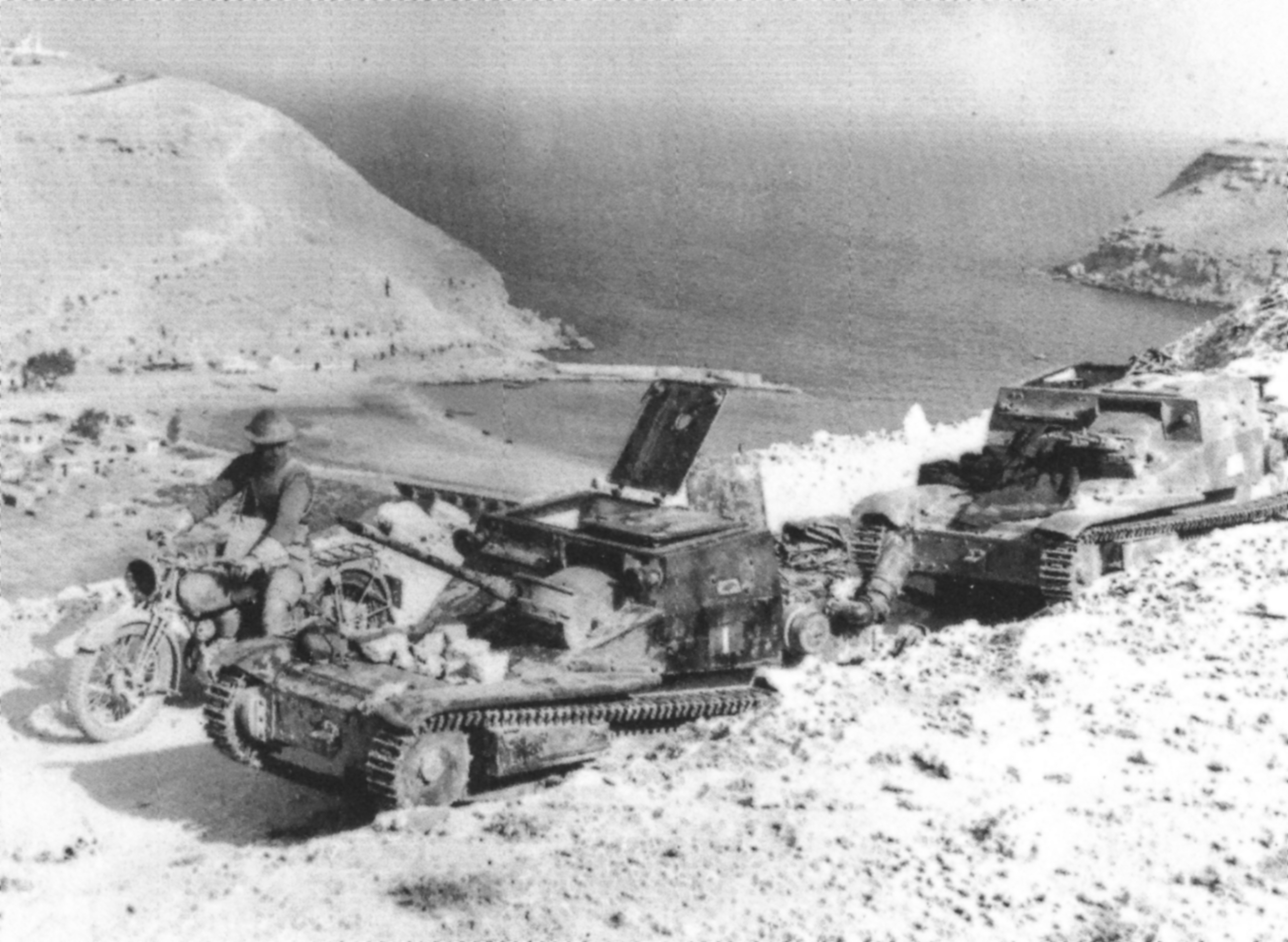
Захваченные итальянские танкетки L3/35 в ходе битвы за Бардию, 1941

В честь Бруно Галаса названы улицы в городе Арко и в коммуне Рива-дель-Гарда. Там же установлен памятник. 6 ноября 2005 года останки были торжественно перезахоронены на кладбище северного пригорода Грез коммуны Рива-дель-Гарда.
2 мая 2011 года в коммуне Рива-дель-Гарда состоялась презентация книги итальянского историка Романо Туррини «Bruno Galas. Medaglia d’Oro al valor militare (1919—1941)» («Бруно Галас. Золотая медаль „За воинскую доблесть“ (1919—1941)»), в которой представлены сведения о семье, жизни и воспоминания его племянницы Марри-Луизы. Книга выпущена при поддержке ассоциации танкистов Италии (итал. Associazione nazionale Carristi d'Italia).
3-й танковый батальон 32-го танкового полка 132-й танковой бригады «Ариете» назван в честь Бруно Галаса.